# 鄭子文
鄭子文 （英文名：Cheng Tsz Man Chris，1988年9月24日—），香港空手道運動員，空手道黑帶五段。

## 簡介
自14歲開始學習空手道。一年後在全港青少年空手道大賽男子個人形項目中奪得冠軍，獲邀加入港隊集訓而展開其運動員生涯，繼而在香港體育學院受訓，現正爭取2020年東京奧運參賽資格。同時正發展其空手道教練事業。

## 學歷
- 2019年 香港中文大學 體育運動科學系 運動科學理學碩士
- 2015年 香港教育大學 健康教育榮譽學士學位[5] 、《運動員的雙行道》鄭子文 - 興趣是運動與讀書的引擎[6]
- 2011年 香港專業教育學院（柴灣分校）運動管理及訓練學高級文憑[7]